# Orchi-aceras spuria
Orchi-aceras spuria là một loài thực vật có hoa trong họ Lan. Loài này được (Rchb. f.) Camus mô tả khoa học đầu tiên năm 1892.